# Aonach
Un aonach o óenach era una antigua asamblea nacional pública irlandesa convocada por la muerte de un rey, una reina o un sabio o guerrero notable como parte de las prácticas de adoración a los antepasados. Además del entretenimiento, la óenach era una ocasión en la que reyes y notables se reunían en tregua y en la que se pronunciaban y confirmaban leyes.
El Aonach tenía tres funciones: honrar a los muertos, proclamar leyes, y juegos funerarios y festividades para entretener. La primera función duraba entre uno y tres días dependiendo de la importancia del difunto, los invitados entonaban cánticos de luto llamados Guba después de lo cual los druidas improvisaban canciones en memoria de los muertos llamadas Cepóg.[cita requerida] Los muertos serían quemados en una pira funeraria. La segunda función la llevaría a cabo el Chief Ollamh Érenn (ejecutivo de la Irlanda gaélica), dando leyes a la gente a través de bardos y druidas y culminando con el encendido de otro fuego masivo. La costumbre de regocijarse después de un funeral quedó entonces consagrada en los Cuiteach Fuait, juegos de habilidad mental y física acompañados de un gran mercado para los comerciantes.[cita requerida]
La feria más notable, que se celebró bajo los auspicios del Gran Rey de Irlanda y los Uí Néill, fue la Óenach Tailten o "Juegos Tailteann", a la que los escritores medievales atribuyen orígenes prehistóricos. Esto se llevó a cabo en Teltown, en el moderno condado de Meath, hasta 1770. Los compiladores de los anales irlandeses consideraron que la violencia y los desórdenes en este óenach, o el hecho de que el Rey Supremo en ejercicio no celebrara la feria, eran dignos de mención. El Estado Libre de Irlanda celebró reposiciones de los Juegos de Tailteann desde 1924 hasta 1932.